# Kaliber fünf Komma zwei
Kaliber fünf Komma zwei ist ein Kriminalfilm von 1920 der Filmreihe Joe Deebs.

## Handlung
Deebs findet ein verschwundenes Perlencollier und einige Personen wieder.

## Hintergrund
Produziert wurde Kaliber fünf Komma zwei von der Projektions-AG »Union« (PAGU) Berlin (Nr. 549). Für die Bauten war Kurt Richter zuständig. Der Film hat eine Länge von vier Akten mit 123 Zwischentiteln auf 1245 bzw. 1247 Metern, das entspricht ca. 68 Minuten. Der Film lag der Zensur im April 1920 vor und wurde am 12. Mai 1920 von der Polizei Berlin mit einem Jugendverbot belegt (Nr. 43928). Die Reichsfilmzensur belegte ihn am 11. August 1920 ebenfalls mit einem Jugendverbot (Nr. 207). Die Uraufführung des Stummfilms fand am 17. Juni 1920 im Marmorhaus statt.